# Le Griounou
Le Griounou est un sommet des monts du Cantal dans le Massif central.

## Toponymie
Le Griounou est prononcé Lo Grionon en occitan, reprenant le toponyme Griou suivi du diminutif -on.

## Géographie

### Situation
Le Griounou est situé au nord-ouest du puy Griou, sur la commune de Mandailles-Saint-Julien.

### Géologie
Le sous-sol du Griounou est constitué de phonolite.

## Activités

### Protection environnementale
Le sommet est inclus dans le site Natura 2000 « Massif cantalien », dans la ZNIEFF de type 2 « Monts du Cantal », ainsi que dans la ZNIEFF de type 1 « Puy Mary ».

### Randonnée
Le sentier de grande randonnée 400 l'approche au sud-est.